# Adriano Samaniego
Pour les articles homonymes, voir Samaniego.
Adriano Samaniego Giménez (né le 8 septembre 1963 à Luque au Paraguay) est un joueur de football international paraguayen, qui évoluait au poste d'attaquant.

## Biographie

### Carrière en club
Il termine meilleur buteur du championnat du Paraguay en 1985 et meilleur buteur de la Copa Libertadores en 1990.

### Carrière en sélection
Avec l'équipe du Paraguay, il joue 18 matchs (pour 4 buts inscrits) entre 1985 et 1995. 
Il figure dans le groupe des sélectionnés lors de la Copa América de 1995, où son équipe atteint les quarts de finale.
Il dispute également un match face au Chili comptant pour les tours préliminaires de la coupe du monde 1986.

## Palmarès
| Club Olimpia \| - Championnat du Paraguay (4) : - Champion : 1981, 1982, 1983 et 1985. - Meilleur buteur : 1985 (19 buts). - Copa Libertadores (1) : - Vainqueur : 1990. \| \| - Supercopa Sudamericana (1) : - Vainqueur : 1990. - Recopa Sudamericana (1) : - Vainqueur : 1991. \| |  | Deportiva Junior - Championnat de Colombie (1) : - Champion : 1993.                                |
| - Championnat du Paraguay (4) : - Champion : 1981, 1982, 1983 et 1985. - Meilleur buteur : 1985 (19 buts). - Copa Libertadores (1) : - Vainqueur : 1990. |  | - Supercopa Sudamericana (1) : - Vainqueur : 1990. - Recopa Sudamericana (1) : - Vainqueur : 1991. |